# اینفینیتی (کمیک)
اینفینیتی (به انگلیسی: Infinity) یک نهاد کیهانی و شخصیت خیالی در کتاب‌های کامیک منتشر شده توسط مارول کامیکس است. این شخصیت توسط مارک گرون‌والد و گرگ کاپولو خلق شده‌است؛ که برای نخستین بار در شمارهٔ ۲۴ از مجموعه کوازار (ژوئیه ۱۹۹۱) حضور پیدا کرد. اینفینیتی نشان دهندهٔ پتانسیل بی‌نهایت موجودیت و هستی است. هم‌نیاهای اینفینیتی عبارتند از اترنیتی، دث، آبلیویئن و گالاکتوس. او خواهر دوقلوی اترنیتی به شمار می‌رود که با پیوستن در کنار یکدیگر، فضا-زمان و نیروهای زندگی در جهان هستی را بیان می‌کنند.

## توانایی‌ها و قدرت‌ها
اینفینیتی یک نهاد انتزاعی بسیار قدرتمند و تجسم فضا در جهان هستی است. او دارای هیچ شکل فیزیکی نمی‌باشد، اما به طور همزمان در تمامی مکان‌ها حضور دارد و قادر به خلق یک قالب انسان‌نما، اغلب به شکل یک نهاد با جنس مؤنث ظاهر می‌شود.